# Manufactura en Japón

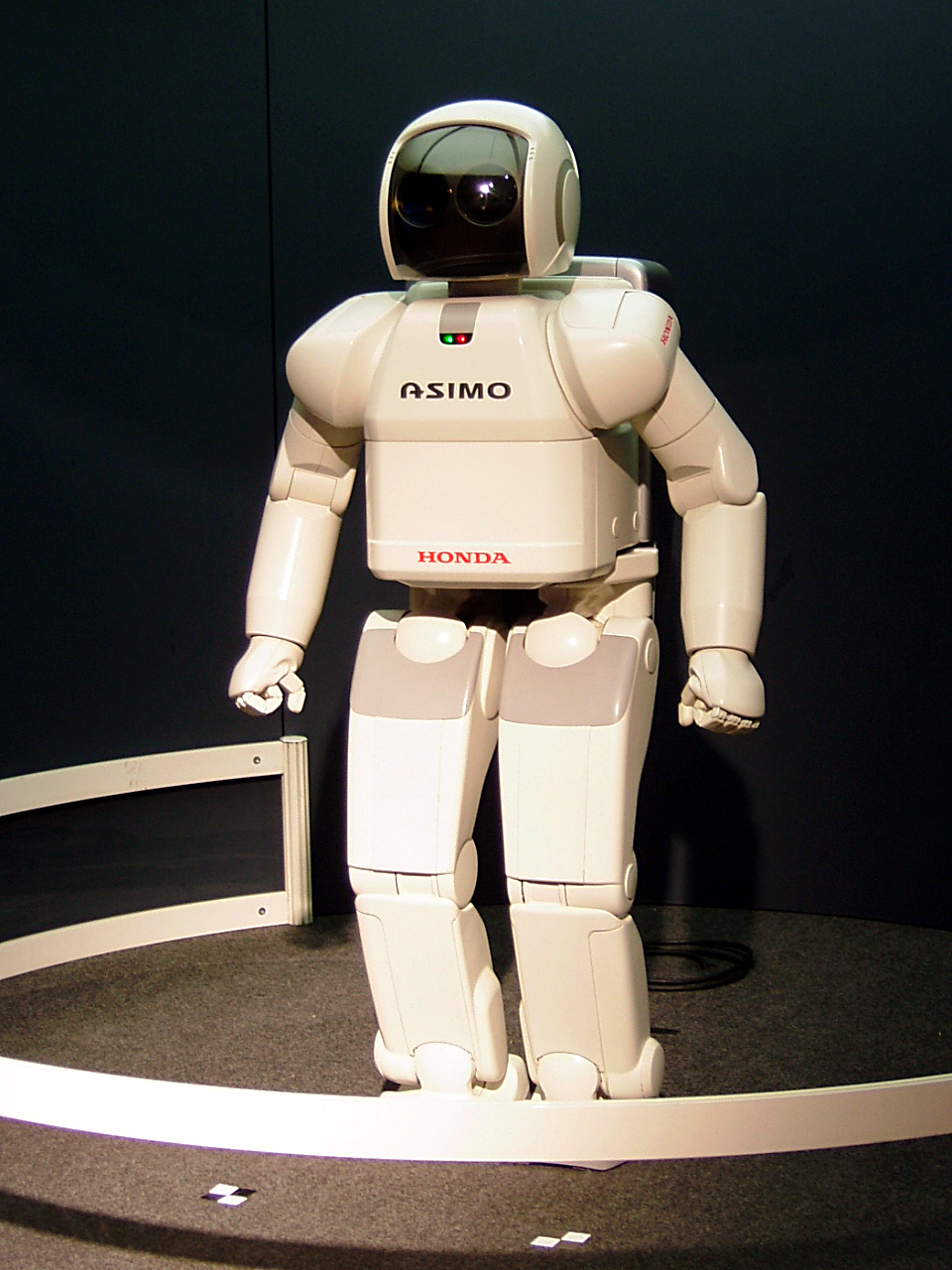
ASIMO es el más avanzado robot humanoide.

Las principales industrias de exportación en Japón, incluyen automóviles, electrónica de consumidor (ver Industria electrónica en Japón), ordenadores, semiconductores, cobre, hierro y acero.
Adicionalmente, las industrias claves en la economía de Japón son productos petroquímicos, farmacéuticos, bioindustriales, Industria naval, aeroespaciales, textiles y comida.
La industria de manufactura japonesa es fuertemente dependiente de la importación de materias prima  y de combustibles.

## Industria naval
Japón dominó el mundo de la industria naval en los años 1980, llenando más de la mitad del mercado en todo el mundo. Sus competidores más cercanos eran Corea del Sur y España, con 9 por ciento y 5.2 por ciento del mercado, respectivamente.
La industria naval japonesa estuvo golpeada por una recesión desde los años 1970 hasta los años de 1980, el cual resultó en una drástica reducción en el uso de instalaciones y de la fuerza de trabajo, pero hubo un resurgimiento para 1989. La industria fue ayudada por un aumento en la demanda de otros países que necesitaban reemplazar sus flotas viejas y de una disminución repentina en la industria naval de Corea del Sur. En 1988, las empresas de la industria naval japonesa recibieron órdenes por 4.8 millones de toneladas brutas de barcos, pero esta figura creció a 7.1 millones de toneladas brutas en 1989.
Aunque frente a la competencia de Corea del Sur y China, Japón mantiene una industria exitosa, la construcción naval industrializada avanza.

## Aeroespacial
La industria aeroespacial recibió un impulso importante en 1969 con el establecimiento de la Agencia de Desarrollo Espacial Nacional (ahora Japón Agencia de Exploración Aeroespacial), el cual estuvo cobrado con el desarrollo de satélites y vehículos lanzadores.
La industria militar japonesa, a pesar de que una participación pequeña de PIB, es un sector importante de la economía. Es tecnológicamente adelantado y es muy exitoso, y ha producido tal aeronave como el nuevo Mitsubishi el luchador planeado para ser lanzado.

## Productos petroquímicos
La industria petroquímica experimentó crecimiento moderado en el tardío @1980s debido a expansión económica firme. El crecimiento más alto entró la producción de plásticos, polystyrene, y polypropylene. Los precios para productos petroquímicos quedaron alto debido a demanda aumentada en el nuevamente desarrollando economías de Asia.
Por 1990, la construcción de complejos de fábrica para hacer ethylene-basó productos en la Corea del Sur y Tailandia estuvo esperada para aumentar suministros y reducir precios. En el plazo largo, la industria petroquímica japonesa probablemente puede afrontar intensificando competición a raíz de la integración de mercados domésticos e internacionales y los esfuerzos hicieron por otros países asiáticos para coger arriba con Japón.

## Biotecnología y farmacéuticas
La biotecnología y las industrias farmacéuticas experimentaron un crecimiento fuerte en los años de 1980. La producción farmacéutica creció un estimado de 8 por ciento en 1989 debido al aumentó de gastos por Japón rápidamente está envejeciendo población. Dirigiendo productores activamente fármacos nuevos desarrollados, como aquellos para degenerative y geriatric enfermedades. Las compañías farmacéuticas establecían tripolar las redes que conectan Japón, los Estados Unidos, y Europa Occidental a co-ordinate desarrollo de producto. Ellos fusión aumentada también y actividad de adquisición en el extranjero. Búsqueda de biotecnología y el desarrollo progresaba firmemente, incluyendo el lanzamiento de proyectos de biotecnología marina, con comercialización de a gran escala toma lugar en los años 1990.

## Vehículos de motor y maquinaria
La industria de vehículo del motor es una de las industrias más exitosas en Japón, con participaciones mundiales grandes en automóvil, maquinarias eléctricas, partes, neumático y fabricación de motor. Vehículo de motor japonés global las compañías incluyen:
Denso es la compañía más grande del mundial en la fabricación de componentes de automóviles. Además Honda, Suzuki, Yamaha y Kawasaki es compañías de motocicleta global.

### Exportaciones y el mercado japonés
En 1991, Japón produjo 9.7 millones de automóviles, haciéndolo el productor más grande en el mundo; los Estados Unidos en aquel año produjeron 5.4 millones. Justo debajo 46 por ciento de la producción japonesa estuvo exportado. Automóviles, otros vehículos de motor, y automotive las partes eran la clase más grande de exportaciones japonesas durante el @1980s. En 1991 ellos accounted para 17.8 por ciento de todas las exportaciones japonesas, un aumento meteórico de único 1.9 por ciento en 1960 con kaya ser uno de los exportadores más grandes.

### Importaciones
Penetración extranjera del automotive el mercado en Japón ha sido menos exitoso en parte debido a la densidad de población y espacio limitado del país. Las importaciones de automóviles extranjeros eran muy abajo durante los cuarenta años con anterioridad a 1985, nunca superando 60,000 unidades anualmente, o 1 por ciento del mercado doméstico. Comercio y barreras de inversión restringieron importó automóviles a una participación insignificante del mercado en el @1950s, y tan las barreras eran finalmente control bajado , fuerte sobre las redes de distribución la penetración hecha difícil. Los fabricantes de automóvil de Estados Unidos importantes intereses de minoría adquirida en algunas empresas japonesas cuándo restricciones de inversión estuvieron relajadas, Ford que obtiene un 25 interés de porcentaje en Toyo Kogyo (Mazda), Motores Generales un 34 interés de porcentaje en Isuzu, y Chrysler un 15 interés de porcentaje en Mitsubishi Motores. Esta propiedad no proporcionó un medio para automóviles de Estados Unidos para penetrar el mercado japonés, y las compañías automovilísticas americanas finalmente consiguieron libradas de sus participaciones del japoneses carmakers. Uno se preocupa era que los automóviles de mercado de los EE. UU. vendieron en Japón estuvo impuesto un paréntesis de impuestos debido a vehículo sizing y cubicaje de motor - cuál afectó ventas.

## Electrónica
Muchos de las compañías de electrónica importante del mundo están fundadas en Japón, incluyendo:
Japón tiene 7 de los 20 fabricantes de chip más grande del mundo para el 2005. Los productos electrónicos de Japón son sabidos para su calidad, durabilidad, y sofisticación tecnológica. Algunos de estas compañías cruzan encima a automóvil y sectores de finanza cuando parte de un keiretsu.

## Alimentario
El valor de producción de la industria alimentaria ranked tercio entre fabricar industrias después de eléctricos y maquinaria de transporte. Japón produce una variedad grande de productos, variando de elementos japoneses tradicionales, como pasta de soja (miso) y salsa de soja, a cerveza y carne.
En 2004, la industria alimentaria japonesa valió $600 mil millones whilst el procesamiento alimentario valió $209 mil millones. Esto es comparable a las industrias alimentarias de los Estados Unidos y la UE.